# Блейд: Вбивця вампірів
«Блейд: Убивця вампірів» (англ. Blade, the Vampire Slayer) — майбутній американський супергеройський фільм, заснований на коміксах видавництва Marvel Comics про однойменного супергероя, спродюсований Marvel Studios з Walt Disney Studios Motion Pictures у ролі дистриб'ютора. Має стати однією з понад тридцяти стрічок у рамках Кіновсесвіту Marvel (КВМ). Про розробку фільму було оголошено в липні 2019 року.
Дата прем'єри стрічки залишається невідомою, оскільки зйомки фільму були неодноразово перенесені, і фільм був виключений з публічного розкладу майбутніх проектів Marvel Studios в кінці 2024 року. Попередньо називалися такі дати як: 3 листопада 2023 року., 6 вересня 2024 року, 14 лютого 2025, і остання дата — 7 листопада 2025 року у форматі 3D та IMAX 3D.

## У ролях
- Магершала Алі — Ерік Брукс / Блейд:

Напівлюдина-напіввампір, який шукає свою матір і мститься за неї, дізнаючись причину свого походження.
- Делрой Ліндо[8]
- Міа Гот

## Виробництво

### Підготовка
У липні 2019 року на San Diego Comic-Con Кевін Файгі офіційно анонсував фільм з Магершалою Алі в головній ролі.

### Режисер
У вересні 2021 року було оголошено, що Бассам Тарік зрежисує фільм.
У жовтні 2022 року Бассам Тарік покинув проєкт. Після нього деякий час за проєктом був закріплений як режисер Ян Деманж, але він також покинув цей пост.

### Сценарій
У лютому 2021 року було оголошено офіційну назву фільму — «Блейд: Убивця вампірів», а Стейсі Осей-Куффур стала сценаристкою проєкту. Пізніше стало відомо, що до червня 2024 року сценарій переписував Ерік Пірсон, поки тим часом Marvel вели пошук нового режисера фільму.

### Зйомки
Зйомки мали розпочатися в липні 2022 року в Атланті. Але не відбулися в результаті страйку сценаристів.

## Випуск
За планом фільм мав ввійти до п'ятої фази «Кіновсесвіту Марвел». Але був відкладений на невизначений термін через проблеми у виробництві.